# Mark Acheson
Mark Acheson (Edmonton, 1957. szeptember 19.–) kanadai komikus, színész.

## Életpályája
15 évesen kezdte tanulmányait a Langara Főiskola 58-as Stúdiójában. A Janus Színház alapító tagja és 8 éven át színpadi tagja is volt a színháznak. 30-as éveiben széleskörű karrierje indult el filmben és televízióban, főként támogatott szerepekben. Néhány jelentősebb szerepe; a Mi a manó-ban (2003) volt az Elf és Mr. Tripoli volt a Fargo-ban (2014). További filmjei még A 13. harcos (1999) és a Watchmen: Az őrzők (2009).

## Filmjei
- A végrehajtó (1977)
- Mark Twain: Tom Sawyer és Huck Finn kalandjai (1980)
- Aki másnak vermet ás (1987)
- Wiseguy (1988-1990)
- G.I. Joe (1990-1991)
- MacGyver (1991)
- Hegylakó (1993-1994)
- Szerencsétlen baleset (1993)
- Nicsak, ki beszél most! (1993)
- Gyilkos – Az ölés művészete (1994)
- Végtelen történet 3. (1994)
- Börtönrodeó (1995)
- A tó titka (1995)
- Mókás hekus (1995)
- X-akták (1996)
- A zendai fogoly (1996)
- Apa zűrös hete (1997)
- A kivétel erősíti a szabályt (1997)
- Száguldó vipera (1997)
- Kaland a vadonban (1997)
- RoboCop: Alpha Commando (1998-1999)
- Halott ügyek (1998)
- Csillagkapu (1998)
- A kutyafáját (1998)
- Holló – Út a mennyországba (1998)
- Látástól Mikulásig (1998)
- A hálózat csapdájában (1999)
- Különleges kommandó (1999)
- A 13. harcos (1999)
- Hulla, hó, telizsák (2000)
- Kutyaütők (2000)
- Alienators: Evolution Continues (2001-2002)
- Lángoló préri (2001)
- Milliókért a pokolba (2001)
- Utazás a mítoszok földjére (2001)
- Seven Days – Az időkapu (2001)
- Lola (2001)
- Halálos hullámhossz (2001)
- Stargate: Infinity (2002-2003)
- A halottkém (2002)
- Halálos hullámhossz 2. (2002)
- Lóhalálában (2002)
- A Hókirálynő (2002)
- He-Man and the Masters of the Universe (2003-2004)
- A holtsáv (2003)
- Vadnyugati bűnvadászok (2003)
- Haláli hullák (2003)
- Mi a manó (2003)
- A sötétség krónikája (2004)
- Androméda (2004)
- Smallville (2004)
- Földtenger kalandorai (2005)
- Egyedül a sötétben (2005)
- Meleg helyzetben (2005)
- A horror mesterei (2005)
- Minkey, a kémmajom (2006)
- A gyűjtő (2006)
- Micsoda srác ez a lány (2006)
- Psych – Dilis detektívek (2006)
- Fapofa (2007)
- 4400 (2007)
- Az örök kaszkadőr (2007)
- Vízi mentők (2008)
- Barbie és a Gyémánt Kastély (2008)
- Odaát (2009-2015)
- Hot Wheels: Az 5-ös osztag (2009-2011)
- Watchmen: Az őrzők (2009)
- Dinó-vonat (2009)
- Ügyféllista (2010)
- A rejtély (2010)
- Thor: Asgard meséi (2011)
- Békét, bíró! (2012)
- Éghasadás (2012)
- Gémerek (2013)
- Bűnös utakon (2013)
- Emberi tényező (2013)
- Én kicsi pónim: Varázslatos barátság (2014)
- Az indíték (2014)
- Fargo (2014)
- A grizzly birodalma (2015)

## Fordítás
- Ez a szócikk részben vagy egészben  a   Mark Acheson című angol Wikipédia-szócikk ezen változatának fordításán alapul.  Az eredeti cikk szerkesztőit annak laptörténete sorolja fel. Ez a jelzés csupán a megfogalmazás eredetét és a szerzői jogokat jelzi, nem szolgál a cikkben szereplő információk forrásmegjelöléseként.